# این کشور من است (فیلم)
این کشور من است (فیلیپینی: Bayan Ko: Kapit sa Patalim) فیلمی فیلیپینی در سبک درام به کارگردانی لینو بروکا محصول سال ۱۹۸۴ است. این فیلم در جشنواره فیلم کن ۱۹۸۴ وارد رقابت اصلی شد.